# Moho (ciudad)
Moho (en aimara: Muju) es una ciudad peruana, capital del distrito y de la provincia homónimos ubicada en el departamento de Puno.
La ciudad está situada al Noreste del lago Titicaca en plena meseta del Collao. Recibe el apelativo de "Jardín del Altiplano" por la abundancia de flores en sus casas.
El patrón de la localidad es el Señor de la Exaltación (llamado localmente Tata Exalto) cuya fiesta se celebra cada 14 de septiembre.

## Clima
| Parámetros climáticos promedio de Moho | Parámetros climáticos promedio de Moho | Parámetros climáticos promedio de Moho | Parámetros climáticos promedio de Moho | Parámetros climáticos promedio de Moho | Parámetros climáticos promedio de Moho | Parámetros climáticos promedio de Moho | Parámetros climáticos promedio de Moho | Parámetros climáticos promedio de Moho | Parámetros climáticos promedio de Moho | Parámetros climáticos promedio de Moho | Parámetros climáticos promedio de Moho | Parámetros climáticos promedio de Moho | Parámetros climáticos promedio de Moho |
| Mes                                    | Ene.                                   | Feb.                                   | Mar.                                   | Abr.                                   | May.                                   | Jun.                                   | Jul.                                   | Ago.                                   | Sep.                                   | Oct.                                   | Nov.                                   | Dic.                                   | Anual                                  |
| -------------------------------------- | -------------------------------------- | -------------------------------------- | -------------------------------------- | -------------------------------------- | -------------------------------------- | -------------------------------------- | -------------------------------------- | -------------------------------------- | -------------------------------------- | -------------------------------------- | -------------------------------------- | -------------------------------------- | -------------------------------------- |
| Temp. máx. media (°C)                  | 14.5                                   | 13.9                                   | 13.8                                   | 14.6                                   | 14.2                                   | 13.7                                   | 13.6                                   | 14.7                                   | 15                                     | 16.3                                   | 15.9                                   | 14.6                                   | 14.6                                   |
| Temp. media (°C)                       | 9.8                                    | 9.7                                    | 9.3                                    | 9                                      | 8                                      | 6.6                                    | 6.6                                    | 7.4                                    | 8.6                                    | 10                                     | 10                                     | 9.8                                    | 8.7                                    |
| Temp. mín. media (°C)                  | 5.1                                    | 5.5                                    | 4.9                                    | 3.4                                    | 1.8                                    | -0.5                                   | -0.3                                   | 0.2                                    | 2.3                                    | 3.7                                    | 4.1                                    | 5                                      | 2.9                                    |
| Fuente: climate-data.org               |                                        |                                        |                                        |                                        |                                        |                                        |                                        |                                        |                                        |                                        |                                        |                                        |                                        |